# Ferrari 212 Export
Ferrari 212 Export – sportowy samochód wyprodukowany w 1950. Zadebiutował 2 kwietnia 1950 w Giro di Sicilia. Auto bazowało na ramie użytej w Ferrari 166 i zmodyfikowanym silniku V12, który po kolejnym powiększeniu pojemności był już 2,6l jednostką napędową. Moc auta to od 150 do 170 KM. W najmocniejszej wyczynowej wersji auto mogło rozpędzić się do 225 km/h. Wyprodukowano 28 egzemplarzy 212 Export, z których 4 zwrócono do fabryki, aby wyjechały z niej jako Ferrari 212/225.
Samochód sprzedawany był z przeznaczeniem na tory wyścigowe, jednak klienci chętnie używali auta na co dzień, za sprawą niebywale starannego wykonania każdego z egzemplarzy 212 Export. To właśnie dbałość o szczegóły, dobre osiągi oraz wysoka jakość samochodów marki Ferrari pozwoliły jej na stałe zapuścić korzenie w świecie samochodów sportowych z najwyższej światowej półki.

## Dane techniczne
Ogólne
- Lata produkcji: 1950-1952
- Cena w chwili rozpoczęcia produkcji (1950):
- Liczba wyprodukowanych egzemplarzy: 28
- Projekt nadwozia:
- Zbiornik paliwa:
- Masa własna:
- Ogumienie: 5,90 R 15

Osiągi
- Prędkość maksymalna: 225 km/h
- Moc maksymalna: 152 KM (112 kW) przy 6000 obr./min
- 0-100 km/h: 7,1 s

Napęd
- Typ silnika: V12, 2 zawory na cylinder
- Pojemność: 2562 cm³
- Stopień kompresji: 8,0:1
- Napęd: tylna oś